# Miodrag Bulatović
Miodrag Bulatović (kyrillisch Миодраг Булатовић; * 20. Februar 1930 in Okladi bei Bijelo Polje, Jugoslawien, heute Montenegro; † 15. März 1991 in Igalo bei Herceg Novi) war ein jugoslawischer Schriftsteller und Politiker aus Montenegro.

## Leben
Der serbischstämmige Bulatović, der in ärmlichen Verhältnissen der archaischen Gesellschaft Montenegros groß wurde, war als Kind Epileptiker und lange Jahre als Jugendlicher Analphabet. Er las erst mit 16 Jahren sein erstes Buch. Im Zeitraffertempo absolvierte er dann seine Schulbildung. Mit 20 Jahren machte er die Matura und studierte anschließend Philosophie an der Universität Belgrad. Er lebte als freier Schriftsteller in Belgrad. Seine Lehrmeister benennt er 1962 so: „Nahe stehen mir Gogol, Dostojewskij, Edgar Allan Poe, Kafka, Hesse, Thomas Mann, Albert Camus und Sartre. Mein Interesse gilt Samuel Beckett und Eugen Ionesco.“ Da er Schwierigkeiten mit der Zensur bekam – Der Held auf dem Rücken eines Esels wurde als Partisanen-Parodie verstanden und der Druck des Romans unterbunden, so dass er zuerst in Deutschland erschien –, hielt er sich 1965/66 in Paris auf.
Am Ende seines Lebens, als Jugoslawien zerfiel, verteidigte er in Zeitungsartikeln wie in der Politika die serbische Position. Er beteiligte sich schon in den späten 1970er-Jahren an der Diffamierung des jüdisch-serbischen Autors Danilo Kiš, forderte die Abschaffung der slowenischen Sprache und war Abgeordneter der SPS Miloševićs im serbischen Parlament. Einige Wissenschaftler machen auch in seinen literarischen Werken im Hintergrund eine nationalistisch-ideologische Prägung aus. Folge seines plötzlichen Todes war, dass der vakante Parlamentssitz durch eine Nachwahl in Rakovica an den Ultranationalisten Vojislav Šešelj fiel, also einen der Hauptangeklagten der Jugoslawienkriege bei seinem Aufstieg begünstigte.

## Werke
Bulatović ist der wohl meistübersetzte (über 40 Sprachen) und bekannteste moderne Schriftsteller Montenegros und einer der bekanntesten Vertreter der jüngeren Generation jugoslawischer Autoren. Trotz der zahlreichen deutschen Ausgaben blieb er in der DDR unveröffentlicht. In seinen Romanen und Erzählungen thematisiert er Erinnerungen an den Zweiten Weltkrieg und den Partisanenkrieg, überhaupt ist der Kampf ein durchgehendes Motiv seines Werkes. Seine Sprache ist expressiv und symbolgeladen, brutal und tabulos. Immer wieder kreist er um das Problem von Gut und Böse. Als Dramatiker ist sein Vorbild Samuel Beckett.
- Djavoli dolaze, Erzählungen 1956 (dt. Ausgaben: Die Liebenden, München 1962; Der Schwarze, München 1963; Die Geschichte vom Glück und Unglück, Reinbek 1967)
- Vuk i zvono, Erzählungen, Zagreb 1958 (dt. Wolf und Glocke, München 1962)
- Crveni petao leti prema nebu, Roman, Zagreb 1959 (dt. Der rote Hahn fliegt himmelwärts, Reinbek 1960)
- Heroj na magarcu, Roman, 1964 (dt. Der Held auf dem Rücken des Esels, München 1965)
- Godo je došao, Drama, 1965 (dt. Godot ist gekommen. Variation über ein sehr altes Thema, München 1966)
- Rat je bio bolji, Roman, 1968 (dt. Der Krieg war besser, München 1968)
- Najveća tajna sveta. Izabrane pripovetke, Belgrad 1971
- Ljudi s četiri prsta, Roman, 1975 (dt. Die Daumenlosen, München 1975)
- Gullo Gullo, Roman, Belgrad 1983